# Parmelia sulcata
Parmelia sulcata, im Deutschen gelegentlich Sulcatflechte genannt, ist eine in Mitteleuropa häufig vorkommende Blattflechtenart.

## Beschreibung
Die Art besitzt blaugraue „Blättchen“ mit teilweise fast eckig wirkender Abgrenzung. Die Blättchen weisen zum Rand hin ein Netz weißlicher Linien auf (Pseudocyphellen). Diese können später zu Spaltensoralen aufbrechen, die der vegetativen Verbreitung dienen. Auf der dunklen Unterseite reichen die schwärzlichen Haftfasern (Rhizinen) bis zum Rand des Lagers. Fruchtkörper (Apothecien) werden nur selten ausgebildet.

## Verbreitung
Parmelia sulcata ist weit verbreitet und kommt hauptsächlich auf Rinde von Laubbäumen vor, gelegentlich auch auf Gestein. Aufgrund ihrer relativen Unempfindlichkeit gegen Luftschadstoffe und Stickstoffverbindungen ist sie auch in Städten häufig, wenn auch teilweise schlecht entwickelt, anzutreffen.

## Standardisierung
Stickstoffgehalte in Parmelia sulcata lassen Rückschlüsse auf die Ammoniumdeposition und die Gesamt-Stickstoffdeposition zu. Aufgrund ihrer Fähigkeit, proportional zum Angebot luftgetragener, reaktiver Stickstoffverbindungen in ihrem Thallus Stickstoff anzureichern, wird sie in der Standardisierung zum Nachweis von Immissionswirkungen verwendet. Dies kann unter anderem zur Überprüfung der Wirkung von stickstoffhaltigen Immissionen im Umfeld von entsprechenden Anlagen oder auch zur Dokumentation des Istzustands geschehen. Die Richtlinie VDI 3957 Blatt 18 beschäftigt sich ausschließlich mit der Stickstoffanreicherung in Parmelia sulcata.